# Hyacinthe de Cracovie
Hyacinthe de Cracovie ou saint Hyacinthe (v. 1184 - 15 août 1257) était un frère prêcheur en Pologne. Docteur en théologie et prêtre, il réforma de nombreux couvents en Pologne, en Russie et en Lituanie. Il a été surnommé « l'Apôtre du Nord ».
Saint catholique, il est célébré le 17 août,.

## Histoire et tradition
Originaire de Silésie, Hyacinthe (Jacek) Odrowąż est né à Kamień Śląski vers 1184. Il descendait de la lignée silésienne de la famille Odrowąż, une riche famille d'origine moravo-silésienne. Il fit ses études à Paris, Cracovie, Prague et Bologne.
À son retour en Pologne, il reçut une prébende à Sandomierz, un centre administratif médiéval situé dans le sud-est du pays. Il a ensuite accompagné son oncle Iwo Odrowąż, évêque de Cracovie, à Rome. Il est possible qu'il soit entré à l'université de Bologne en 1217. Dans la même ville, il assista au premier chapitre général de l'ordre des Dominicains tenu en 1220, et peut-être au second, en 1221.
Il était prêtre et chanoine de Cracovie lorsqu’il reçut à Rome l’habit des Frères prêcheurs des mains de saint Dominique lui-même, et dont il fut témoin de l'un de ses miracles, l'incitant à devenir à son tour dominicain.

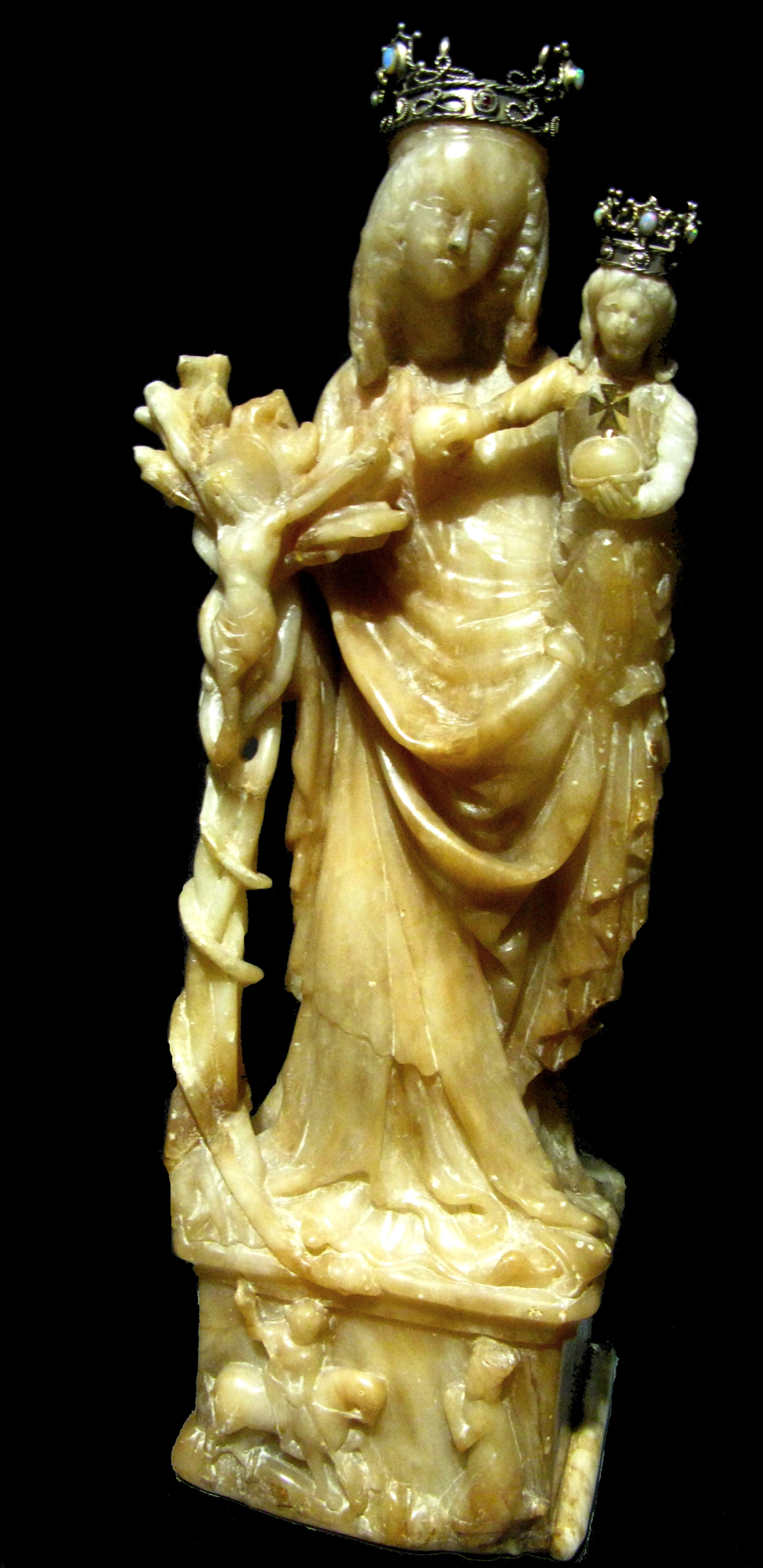
Statue de la Vierge Marie que saint Hyacinthe a miraculeusement transportée de Kiev assiégée à Halytch en Galicie.

Hyacinthe et ses compagnons furent parmi les premiers à entrer au couvent Saint-Sixte-le-Vieux. Ils furent également les premiers anciens élèves du studium de l'Ordre dominicain à s'installer à Santa Sabina, selon le souhait du pape Honorius III, et d'où naquit au XVIe siècle le collège de Saint Thomas à Santa Maria sopra Minerva, qui devint au XXe siècle l'université pontificale Saint-Thomas-d'Aquin.
La province polonaise des Dominicains, établie lors du chapitre général de l'ordre en mai 1228, se développa rapidement. Hyacinthe et d'autres jeunes frères créèrent de nouveaux monastères. Basé à Cracovie, Hyacinthe a parcouru l'Europe du Nord pour répandre la foi. Il aurait évangélisé aussi la Suède, la Norvège, le Danemark, l'Écosse, et même d'après la Tradition l'Anatolie et la Grèce.
Parmi les miracles qui lui sont attribués, la tradition raconte que pendant l'attaque par les Tartares d'un monastère à Kiev où il se trouvait, et qu'il s'apprêtait à quitter avec le contenu du tabernacle, une statue en marbre de la Vierge Marie se serait adressée à lui en lui disant « Et toi tu m'oublies ! ». C'est alors qu'il réussit à la transporter alors qu'elle pesait beaucoup plus lourd que ce qu'il pouvait à priori porter.

## Culte

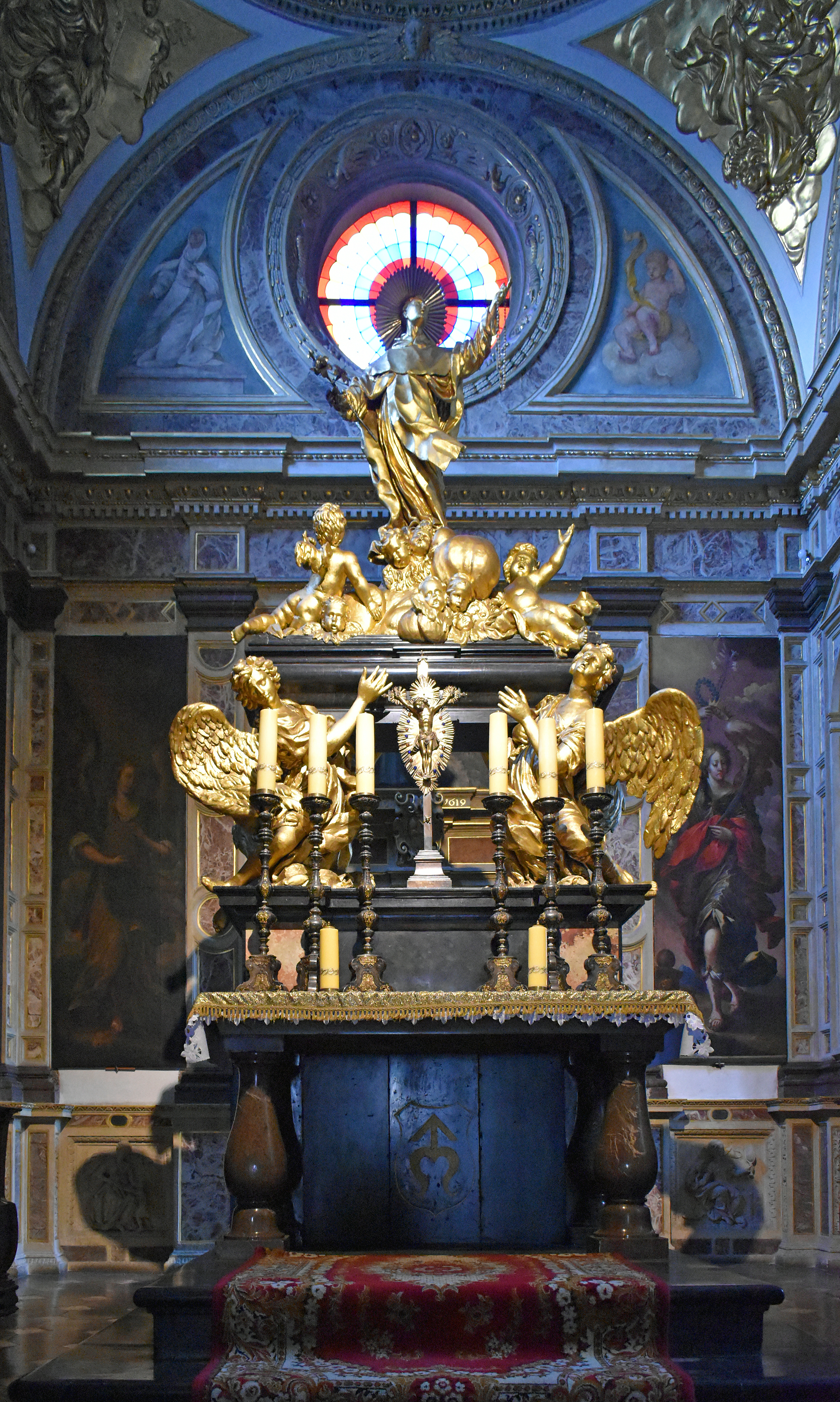
La chapelle Saint-Hyacinthe de la basilique de la Sainte-Trinité de Cracovie où repose son corps.

Hyacinthe est canonisé le 17 avril 1594 par le pape Clément VIII. En 1686, le pape Innocent XI le nomme saint patron de la Lituanie.
La tombe de saint Hyacinthe se trouve dans la basilique de la Sainte-Trinité à Cracovie, en Pologne, dans une chapelle qui porte son nom. La basilique Saint-Hyacinthe de Chicago lui est dédié tout comme la cathédrale-basilique Saint-Hyacinthe de Yaguachi Nuevo en Équateur.
Sa statue est présente sur la colonnade de la place Saint-Pierre à Rome, et sur la rampe du côté de la porte Saint-Joseph, dans le sanctuaire Notre-Dame de Lourdes.
La ville de Saint-Hyacinthe au Canada et la rue Saint-Hyacinthe à Paris sont nommées en son honneur.
De nombreux couvents dominicains se sont placés sous son patronage, comme le couvent Saint-Hyacinthe (en) à Fribourg.
Si le jour de sa mort est le 15 août, sa fête est célébrée le 17 puisque le 15 est consacré à l'Assomption.

## Source
- (en) Cet article est partiellement ou en totalité issu de l’article de Wikipédia en anglais intitulé « Hyacinth of Poland » (voir la liste des auteurs).